# Газопровод Бейнеу — Бозой — Шымкент

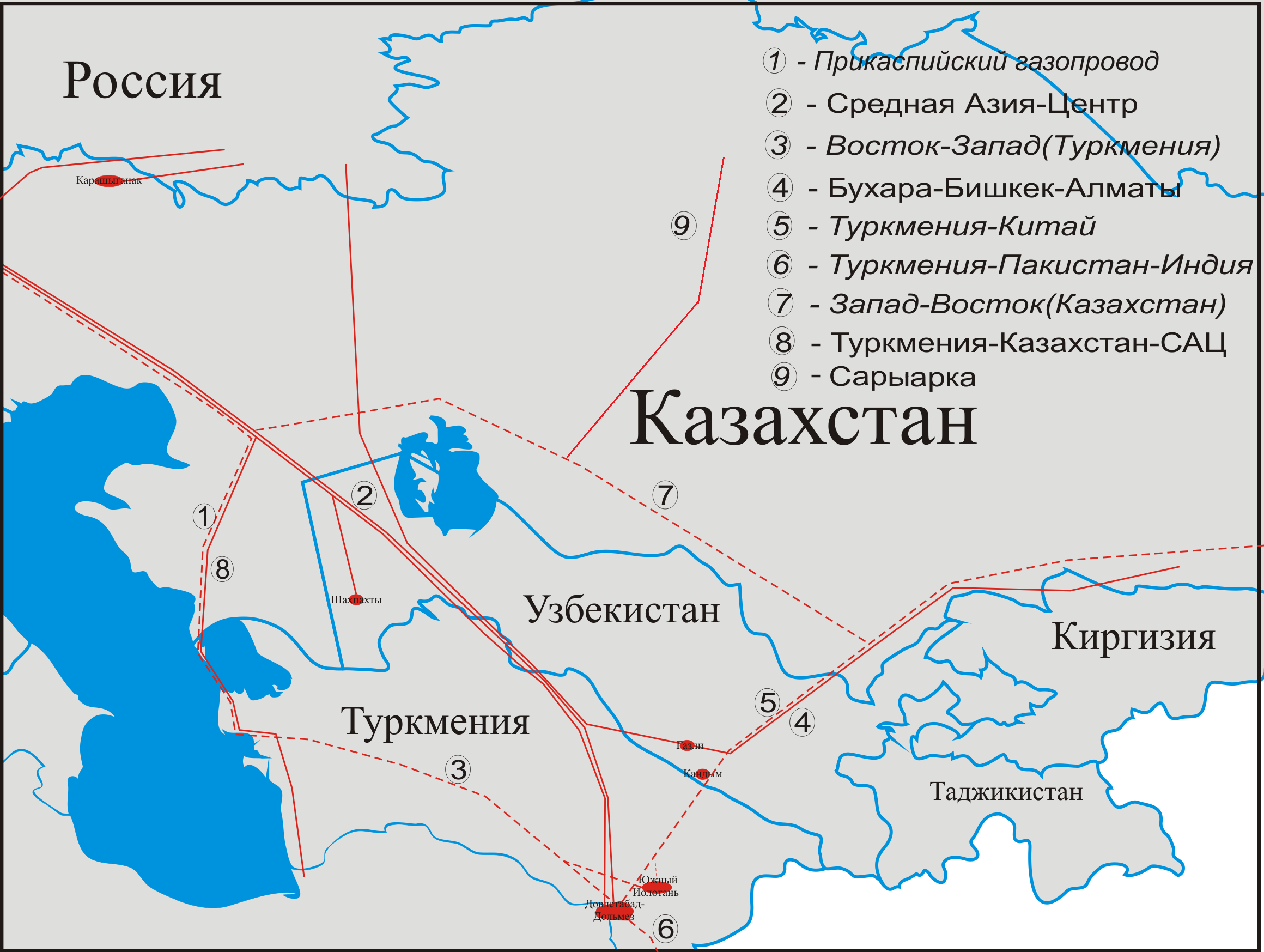
Карта расположения газопроводов Казахстана, Туркменистана и Узбекистана. Газопровод «Бейнеу — Бозой — Шымкент» под номером 7

Газопровод «Бейнеу — Бозой — Шымкент» (ББШ, иногда — газопровод Запад — Восток) — газопровод в Казахстане введён в эксплуатацию в 2015 году. Соединяет восточные нефтегазовые регионы Казахстана, проходя по территории Мангистауской, Актюбинской, Кызылординской и Южно-Казахстанской областей, с густонаселенным югом страны,

## Предыстория
Все нефтяные и газовые месторождения Казахстана расположены на западе страны в Прикаспийской впадине. Во всей остальной части государства основным топливом был уголь Экибастуза и Караганды. Через запад Казахстана проходили магистральные газопроводы Советского Союза:  «Бухара – Урал» (1963), «Средняя Азия — Центр» (САЦ, 1967) и Хива (Узбекистан) – Бейнеу – Александров Гай (Россия), Прорва (Казахстан) – Кенкияк – Орск (Россия). Bсе потоки среднеазиатского и казахстанского газа были направлены на территорию современной Российской Федерации, а через нее дальше в Европу, а Казахстан служил практически лишь маршрутным «мостиком» для транспортировки голубого топлива.
Только в независимый период казахстанская газотранспортная система стала служить своему прямому назначению — обеспечивать газом отечественных потребителей . Ныне к газопроводу САЦ подключены крупнейшие в республике месторождения — Кашаган, Тенгиз, Шагырлы и Шомышты. К 2014 году на станциях «Джангала», «Макат», «Опорная» и «Бейнеу» были построены реверсы для перекачки газа в южные регионы Казахстана и на экспорт в Китай.

## Газопровод
Газопровод «Бейнеу – Бозой – Шымкент» соединил существующие в Казахстане газовые магистрали в единую внутреннюю сеть,  что дало возможность впервые  подавать отечественный газ на юг страны.  Это позволило газифицировать 577 населенных пунктов, 230 из которых расположены в Южно-Казахстанской области. Половина из них никогда не была газифицирована, а вторая половина получала голубое топливо из Узбекистана по газопроводу Газли — Шымкент . С запуском новой магистрали Южный Казахстан смог полностью перейти на отечественный газ .
Газопровод мощностью до 10 млрд. кубометров природного газа в год  и диаметром трубы 1067 мм строился в два этапа. Первый этап был завершен в 2013 году. Второй — в 2016 году. Протяженность его составила 1475 километров. Стоимость проекта строительства МГ «ББШ» составила  3,6 млрд. долл. США. В строительстве газопровода приняло участие около 3 тыс. 800 человек, 90% из них казахстанские специалисты. Работы велись группой компаний АО «КазТрансГаз». Сдача газопровода в эксплуатацию состоялась на 5 месяцев раньше срока в ноябре 2015 года.

## Разветвления
В дальнейшем газопровод стал северной составной частью газопровода Казахстан — Китай. 12 октября 2018 в Пекине АО «КазТрансГаз» и компания «PetroChina International Company Limited» подписали 5-летний контракт об увеличении экспорта казахстанского газа с 5 до 10 млрд кубометров в год с 2019 года. Планируется введение в эксплуатацию трёх высокотехнологичных компрессорных станций, которые позволят увеличить пропускную способность магистрального газопровода «Бейнеу — Бозой — Шымкент» с 10 млрд до 15 млрд кубометров газа в год. Объём 5 млрд кубов остаётся в Южном Казахстане для собственных нужд, а 10 — пойдут в Китай на экспорт.
А в 2018 году выбран основным источником сырья для строящегося газопровода «Сарыарка» трассой на север страны по маршруту Кызылорда — Жезказган — Караганда — Темиртау — Астана.